# Nicolae Bondarciuc
Nicolae Bondarciuc (n. 1941) este un deputat moldovean în Parlamentul Republicii Moldova, ales în Legislatura 2005-2009 pe listele Partidului Comuniștilor.